# Shirley L. Arora
Shirley L. Arora (Youngstown, 3 de junio de 1930-Lake Oswego, 23 de marzo de 2021) fue una hispanista, folklorista y paremióloga estadounidense, especializada en paremiología hispanoamericana, reconocida como fellow en la American Folklore Society.

## Trayectoria
Nació en Youngstown, Ohio, el 3 de junio de 1930. Sus padres viajaban continuamente de California a Ohio, por lo que su nacimiento en Youngstown fue fruto de una de estas estancias ocasionales. Su niñez y juventud transcurrió en Glendale donde acudió a las escuelas públicas locales.
Asistió a la Universidad Stanford donde se licenció en Lengua española en 1950 y al año siguiente realizó el máster. Tras una estancia en la India, donde se había casado, y una vez de vuelta a Estados Unidos, en 1962 se doctoró en la Universidad de California en Los Ángeles (UCLA) y consiguió el puesto de profesora ayudante de español y portugués, que mantuvo hasta 1976. En ese año fue promocionada a profesora titular y en 1981 pasó a dirigir el Departamento de español y portugués, siendo la primera mujer en desempeñar el cargo, en el que permaneció durante diez años. Durante su vida académica participó también en importantes comisiones dentro del campus, como el Consejo de Personal Académico. Fue también decana de la facultad. Se jubiló a los 70 años en 2000.
En el mismo año de su jubilación fue patrona fundadora de la fundación familiar Arora Family Charitable Foundation, dedicada a apoyar un amplio rango de causas benéficas, que incluyen desde rescate de animales, a apoyo a estudiantes de enseñanza superior. Dentro de esta última finalidad de la fundación, en 2003, Arora estableció un apoyo económico para los estudiantes del Departamento de español y portugués. Esta beca ayudó a más de 30 estudiantes, por lo que en 2005, el departamento nombró a Arora antigua alumna ilustre.
En 1989, Arora fue la ponente de honor Archer Taylor en el encuentro de la Western States Folklore Society, donde cada año se invita a dar la conferencia inaugural a un paremiólogo de prestigio. El título de su conferencia fue On the Importance of Rotting Fish: A Proverb and Its Audience (Sobre la importancia de los peces podridos: Un proverbio y su público). Ello le valió en 1992 ser admitida como fellow en la American Folklore Society por sus contribuciones en el campo del habla proverbial dentro del mundo hispánico.
Entre sus obras se encuentran la novela What, Then Raman? (Chicago: Follett, 1960), basada en su experiencia en la India, que fue traducida a numerosos idiomas; Proverbial Comparisons in Ricardo Palma’s Tradiciones Peruanas (1966), The Left-Handed Chank (1966) y Proverbial Comparisons and Related Expressions in Spanish Recorded in Los Angeles, California (1977).
Sus artículos fueron igualmente numerosos, pero sobresale entre ellos «The Perception of Proverbiality», publicado en el primer número de Proverbium, Según el editor, Wolfgang Mieder, es el artículo más citado dentro de la comunidad paremiológica académica.
Después de una vida fructífera en el campo paremiológico, Arora murió el 23 de marzo de 2021 en Lake Oswego, manteniendo hasta casi el final su actividad.

## Vida privada
En Stanford conoció a su marido, Harbans Arora, un biólogo originario del Punjab en la India; él estaba realizando en Stanford el doctorado becado por el gobierno de su país. Al finalizar el doctorado, Harbans Arora volvió a la India para cumplir con sus deberes civiles, y Shirley Arora permaneció en Stanford para terminar sus estudios. Más tarde se reunió con él en la India y se casaron en Kodaikanal, una aldea prácticamente incomunicda en el sur del país. Viveron en Mandapam durante cuatro años, al cabo de los cuales, volvieron a los Estados Unidos. Su hijo mayor, David, nació allí. Además de David, los Aroa tuvieron un segundo hijo, Alan, encargado actualmente de la fundación familiar, que nació en 1962 en California.

## Sus aportaciones al folklore y la paremiología
Entre los folcloristas son muy conocidos sus trabajos sobre la leyenda de la Llorona, principalmente a raíz del artículo «La Llorona: The Naturalization of a Legend», publicado en Southwest Folklore, 5 (1981). Fue traducido a numerosos idiomas y a raíz de él se realizó un film en kannada, Bettada Hoovu (1985).
En cuanto a su aportación a la paremiología, sus primeros trabajos estuvieron orientados hacia las comparaciones, para centrarse más adelante en el habla popular de los inmigrantes hispanos, sin importar el país de origen, en Los Ángeles. En sus primeros trabajos se basó en fuentes secundarias, refraneros hispanos ya publicados, para elaborar una completa teoría acerca de los tipos de comparación, sus características estilísticas, su transmisión, variación y distribución, así como las metáforas utilizadas en esas comparaciones. Más tarde pasó a servirse del trabajo de campo entre los inmigrantes para sus compilaciones.
Su trabajo de investigación se reunió en el segundo de sus libros paremiológicos, Proverbial Comparisons and Related Expressions in Spanish (1977). Este diccionario contiene 2114 entradas con las correspondientes anotaciones y explicaciones, junto al análisis de las imágenes empleadas y su distribución en los distintos países de habla hispana. Se completa con una amplia bibliografía. Estos trabajos se completan con una amplia colección de artículos publicados en las principales revistas paremiológicas: Proverbium, Paremia, Western Folklore, Folklore Americas, etc., así como su participación en diversas obras colectivas.
Su correspondencia con Wolfgang Mieder, con el que mantuvo una gran amistad, fue recogida en la publicación «True Friends are Like Diamonds»: Three Decades of Correspondence Between the Folklorists, donde se puede encontrar importantes claves para el estudio de la paremiología.

## Obra

### Libros
- 1960. What Then, Raman? Follet Publishing Company.
- 1966. Proverbial Comparisons in Ricardo Palma’s «Tradiciones Peruanas». Berkeley, California: University of California Press.
- 1966. The Left-Handed Chank. Follet Publishing Company.
- 1977. Proverbial Comparisons and Related Expressions in Spanish. Berkeley, California: University of California Press,
- 2010. «True Friends are Like Diamonds»: Three Decades of Correspondence Between the Folklorists. Proverbium. En el se recoge su correspondencia con Wolfgang Mieder.

### Artículos (selección)
- 1961. «Some Spanish Proverbial Comparisons from California».Western Folklore, 20, 229-237.
- 1968. «"El que nace para tamal …": A Study in Proverb Patterning». Folklore Americas, 28, 55-79.
- 1970. «Como la carabina de Ambrosio». Proverbium, no. 15, 428-430.
- 1982. «Proverbs in Mexican American Tradition». Aztlán, 13, 43-69.
- 1984. «The Perception of Proverbiality». Proverbium, 1,  1-38. Publicado también en Wise Words: Essays on the Proverb. Ed. Wolfgang Mieder. New York: Garland Publishing, 1994. 3-29. También en español como «El reconocimiento del refrán». Lingüistíca y Literatura, 18, no. 31 (1997), 77-96.
- 1993. «A Woman and a Guitar: Variations on a Folk Metaphor». Proverbium, 10, 21-36.
- 1997. «El refranero español en Los Angeles (California)». Paremia, 6, 67-76.
- 2009. «Crossover Proverbs: A Preliminary Sampling». The Proverbial «Pied Piper». A Festschrift Volume of Essays in Honor of Wolfgang Mieder on the Occasion of His Sixty-Fifth Birthday. Ed. Kevin J. McKenna. New York: Peter Lang, 47-62.
- 2019. «The collection of Spanish proverbs in Los Angeles (California)». Paremia, 29, 43-48.